# Žarko Dražojević
Žarko Dražojević (lat. Xarco Draxoevic, Zarco da Spalato, Xarcus Dalmaticus) (Poljica, oko 1439. – kod Klisa, 15. siječnja 1508.), hrvatski velikaš, vojskovođa te poljički knez i vojvoda iz plemićke obitelji Dražojevića. 

## Životopis
Rodonačelnik obitelji Dražojevića je knez Dražoje iz 1. polovice 14. stoljeća, po predaji poljički didić koji je, orodivši se s tadašnjim velikim poljičkim knezom, kraljevim vlastelinom Jurjem Rajčićem, zajedno s njim postao rodonačelnik poljičke vlastele.  Po predaji iz prekovelebitske Hrvatske došli su plemići na temelju kraljevih darovnica Juraj Rajčić i Juraj Dražojević. Obitelji su im naselile Poljica sredinom 14. st. za vladavine hrvatsko-ugarskog kralja Ludovika I. Anžuvinca.
Žarkovi otac i mati su Juraj i Mandalina. Otac Petar sin je Jurja Dražojevića, umrlog 1430., s titulom "conte generale della Poglizza, nobile i Croazia". Mati Mandalina, iz poznate poljičke obitelji Ugrinović, a supruga Katarina Martinušić.
Kao konjički zapovjednik (kondotjer) stupa u plaćeničku službu Mletačke Republike, ali i samostalno prodire na područja pod turskom vlašću. Nakon što su Poljica privremeno bila prihvatila tursko vrhovništvo, posebnom dozvolom mletačkih vlasti se s ocem Petrom 1461. doseljava u Split. Podbanu Pavlu Taru 1471. otima Klis na kojem zatim gradi kapelu sv. Jurja, sa željom da ga u njoj pokopaju, te neke krajeve oko Cetine. Mlečani od njega nastoje dobiti Klis, ali ga on daje kralju Matiji Korvinu dobivši zauzvrat Novigrad u Lici, koju uživa do smrti. Za obranu Poljica, uz donji tok Cetine gradi tvrđave Nutjak i Kunjak. Poduzima mnoge vojne pothvate, zalijećući se duboko u područje pod turskom vlašću: do Livna, Makarskog primorja i Hercegovine, ponekad jedva izmičući smrti. 
Legende o njemu kažu da je bio čovjek neobičnih umijeća. Pri svakom je dolasku u tvrđavu Nutjak hranio gavranove, koji su se gnijezdili na kruništu tvrđave. Gavranovi su bili dresirani, te su kruženjem i kričanjem upozoravali na prisustvo neznanca. Žarko se iz okršaja vraćao neozlijeđen, a pobjedu slavio blagujući sirovo meso zajedno s gavranovima.
Slava o njegovom junaštvu širi se nadaleko pa ga je cijenio i papa Inocent VIII. Uživa osobit ugled i čast među mlečanima te ga je mletački senat u tri navrata imenovao vitezom, a godine 1500. u senatu je sjedio uz dužda.
Godine 1508. iz Klisa stiže u pomoć opkoljenom Sinju, ali su mu Turci janjičari iza Klisa, na Malom Mosoru, pripremili zasjedu. Žarko je zviždukom pozvao svoje gavranove, ali umjesto njih se ukazaše janjičari. Žarko u bici pogiba, boreći se do posljednjeg daha. 
Njegovo tijelo su iz poštovanja, bez naknade, izručili Splićanima. Pokopan je u katedrali Sv. Dujma. Koliko su ga Splićani i njegova domovina duboko poštovali, svjedoči i epitaf kojeg mu je posvetio sam Marko Marulić (1450. – 1524.) i u kojem je, poput kakvog starorimskog vojskovođe nazvan "Dalmaticus", tj. "Dalmatik" (Ad Xarcus Draxojevium Dalmaticum).
Legenda kaže da je, shvativši da je izdajica u kuli Nutjak spriječio gavranove, umirući prokleo posadu Nutjaka. Dvadeset godina nakon toga, kletva je stigla posadu Nutjaka, i prave i krive, jer su Turci razorili Nutjak i pobili posadu utvrde. Još i danas, priča se u narodu, svake godine na 15. siječnja dva gavrana s Mosora oblete Nutjak i graktanjem pozdrave svog gospodara.
Žarkova udovica Katarina († 1535.) je 1532. godine dala izraditi pokaznicu (monstrancu) koja je danas jedan od najvrjednijih izložaka u riznici katedrale. Ova pokaznica, u obliku dvaju anđela koji pridržavaju ciborij, rad mletačkog majstora Victora de Angelisa, bila je inspiracijom za današnji glavni oltar katedrale kojeg je dao načiniti nadbiskup Markantun de Dominis (1560. – 1624.).

## Vanjske poveznice
- Žarko Dražojević Hrvatska enciklopedija
- Žarko Dražojević Proleksis enciklopedija
- Žarko Dražojević Hrvatski biografski leksikon